# Guerra Social (357-355 aC)
La Guerra Social, també coneguda com la Guerra dels Aliats, es va lliurar des del 357 aC fins al 355 aC entre Atenes amb la Segona Lliga atenesa i les ciutats-estat aliades de Quios, Rodes, Cos i Bizanci.

## Orígens
Després de l'enfonsament de la Lliga del Peloponès i l'afebliment de Tebes després de la batalla de Mantinea, l'única força política important a Grècia seguia sent la Segona Lliga atenesa. El principal objectiu de la unió de les ciutats a la Segona Lliga atenesa -el desplaçament d'Esparta del mar- s'havia acomplert, i els espartans, derrotats al mar i a terra, ja no suposaven cap amenaça, per la qual cosa la necessitat d'una aliança va cessar d'existir. No obstant això, en no veure cap adversari seriós davant seu, Atenes va decidir reprendre la seva política destinada a reforçar la influència d'Atenes a Grècia. Una vegada més, tractant els seus aliats no com a socis, sinó com a súbdits, Atenes va reassentar diversos milers dels seus ciutadans pobres al territori d'alguns aliats (Samos, Sestos, Potidea) com a clerucs. Atenes va exigir més contribucions als aliats i va començar a estendre les lleis de la seva polis a les reclamacions legals dels aliats.
Atenes va intentar intensificar la seva política en augmentar la seva flota a 250 trirrems i enviar-los a diferents zones de Grècia. Tot i això, el manteniment d'una flota tan gran resultava prohibitiu, atesos els limitats recursos financers d'Atenes. En aquestes circumstàncies, els estrategs atenesos van començar a cometre abusos i a saquejar la població de les polis aliades, i per proveir la flota es van dedicar realment al saqueig, cosa que va provocar el ressentiment dels aliats.
Un cert paper a l'inici de la guerra el tingué la instigació de Mausol, rei de Cària, que volia apoderar-se de Rodes i de Cos, però no tenia prou força per oposar-se obertament a Atenes.
El creixent descontentament dels aliats amb les ambicions atenesos i les intrigues de Mausol van comportar que diversos estats forts de la Lliga, com ara Rodes, Cos i Quios, enderroquessin els seus governs democràtics i se separessin de la Lliga. Els generals atenesos Cares i Càbries van rebre el comandament de la flota atenesa.

## Guerra
Durant l'estiu de 357, la flota de Càbries va ser derrotada i ell mort en l'atac a l'illa de Quios. Cares va ser llavors el que es va fer amb el total control sobre la flota atenesai es va retirar a l'Hel·lespont per iniciar operacions contra Bizanci. Els generals Timoteu, Hipòcrates i el fill d'aquest, Menestos van ser enviats a ajudar-lo durant la batalla naval que es preveia contra la flota de l'enemic. Timoteu i Hipòcrates van rebutjar entaular batalla a causa d'una tempesta, però Cares sí que ho va fer i va perdre gairebé tots els seus vaixells. Timoteu i Hipòcrates van ser acusats i sotmesos a judici, però no obstant això, només Timoteu va ser condemnat a pagar una multa i va escapar.
El 356 aC, els aliats rebel·lats van devastar les illes lleials a Atenes de Lemnos i Imbros, però només van poder sotmetre a setge a Samos, atès que estava defensada per clerucs. Cares va dirigir a la flota atenesa a la batalla d'Embata i definitivament va perdre.

## Interferència de Filip II
El rei Filip II de Macedònia, pare d'Alexandre el Gran, va aprofitar la guerra com una oportunitat per promoure els interessos del seu regne a la regió de l'Egeu. L'any 357 aC, Filip va capturar Amfípolis, un magatzem de les mines d'or i plata del mont Pangeu i la seva rodalia, així com fusta, amb la qual cosa assegurava el futur econòmic i polític de Macedònia. Va oferir en secret Amfípolis als atenesos a canvi del valuós port de Pidna; quan van complir, tant Pidna com Potidea van ser conquerides durant l'hivern i ocupades; Filip, però, no va aconseguir la rendició d'Amfípolis. També va prendre la ciutat de Crènides de mans dels odrisis i la va reanomenar Filipos.
La ciutat que liderava la Lliga Calcídica, Olint, havia estat aliada de Filip fins que va tenir por del seu creixent poder. Tot i diversos intents per part de Filip de mantenir l'aliança intacta, que incloïen oferir la ciutat de Potidea, Olint es va aliar amb Atenes. El 349 aC, Filip va assetjar i va arrasar la ciutat fins als fonaments i va sotmetre les altres ciutats de la Lliga.

## Interferència persa i final de la guerra
Cares necessitava diners per al seu esforç bèl·lic, però es resistia a demanar-ho a Atenes, així, en part obligat pels seus mercenaris, va entrar al servei del revoltat sàtrapa persa Artabazos. Els atenesos en un primer moment van aprovar aquesta col·laboració, però després van ordenar abandonar-la perquè el rei persa Artaxerxes III s'havia queixat i tenien por del suport persa als confederats rebels.
A banda d'això, com a resultat de l'augment de les operacions ateneses prop de l'Imperi persa, l'any 356 aC Pèrsia va demanar a Atenes que abandonés l'Àsia Menor, sota amenaça de guerra. L'any 355 aC Atenes, en no estar preparada per a una altra guerra, va accedir, es va retirar i va reconèixer la independència dels aliats confederats. Això va conduir a la pràctica dissolució de la Segona Lliga atenesa, l'última aliança militar i política dels grecs que els podria haver unit contra el seu nou enemic, Macedònia.